# U-Bahn-Station Niederhofstraße
Niederhofstraße is een metrostation in het district Meidling van de Oostenrijkse hoofdstad Wenen. Het station werd geopend op 7 oktober 1989 en wordt bediend door lijn U6. Het station is genoemd naar de gelijknamige straat die tot 1894 Matzleinsdorfer Straße heette.
Het station ligt onder de Vivenotgasse tussen de Niederhofstraße in het noorden en de Reschgasse in het zuiden. Het eilandperron ligt onderin de kuip op niveau -2 met boven elk perroneinde een hal op niveau -1 die door een glazenwand uitzicht hebben op het perron. De noordelijke hal is zowel met roltrappen als met vaste trappen verbonden met het perron en het toegangsgebouw. De zuidelijke hal heeft vaste trappen en liften naar het perron en het toegangsgebouw. De hallen worden gedragen door een zuil op het perron, rond deze zuilen zijn, als unicum in Wenen, zitplaatsen voor reizigers gemonteerd. Het perron heeft een tegelpatroon in de stijl van Otto Wagner die het grootste deel van de voorloper van de U6, de Gürtellinie, ontwierp. Vlak bij het station ligt het voetgangersgebied Meidlinger Hauptstraße en de haltes van de buslijnen 10A en 63A liggen bij het station.